# Canton de Rennes-3
Le canton de Rennes-3 est une circonscription électorale française du département d'Ille-et-Vilaine.

## Histoire
Le canton de Rennes-III est créé par décret du 23 juillet 1973 par réorganisation des quatre cantons de Rennes en dix cantons.
Il est supprimé par le décret du 16 janvier 1985 le renommant en canton de Rennes-Nord-Ouest.
Un nouveau découpage territorial d'Ille-et-Vilaine entre en vigueur à l'occasion des élections départementales de 2015. Il est défini par le décret du 18 février 2014, en application des lois du 17 mai 2013 (loi organique 2013-402 et loi 2013-403). Les conseillers départementaux sont, à compter de ces élections, élus au scrutin majoritaire binominal mixte. Les électeurs de chaque canton élisent au Conseil départemental, nouvelle appellation du Conseil général, deux membres de sexe différent, qui se présentent en binôme de candidats. Les conseillers départementaux sont élus pour 6 ans au scrutin binominal majoritaire à deux tours, l'accès au second tour nécessitant 12,5 % des inscrits au 1er tour. En outre la totalité des conseillers départementaux est renouvelée. Ce nouveau mode de scrutin nécessite un redécoupage des cantons dont le nombre est divisé par deux avec arrondi à l'unité impaire supérieure si ce nombre n'est pas entier impair, assorti de conditions de seuils minimaux. En Ille-et-Vilaine, le nombre de cantons passe ainsi de 53 à 27. Le canton de Rennes-1 est recréé par ce décret.
Il est formé d'une commune et d'une fraction de la commune de Rennes. Il est entièrement inclus dans l'arrondissement de Rennes. Le bureau centralisateur est situé à Rennes.

## Représentation

### Représentation de 1973 à 1985
| Période | Période | Identité        | Étiquette | Qualité |
| ------- | ------- | --------------- | --------- | --- |
| 1973    | 1982    | Edmond Hervé    | PS        | Enseignant - Maire de Rennes (1977-2008) Député (1981-1993 et 1997-2002) Sénateur (2008-2014) Membre du Gouvernement (1981-1986) |
| 1982    | 1985    | Frédéric Vénien | PS        | Maître assistant - Maire de Pacé (1989-1995) Elu en 1985 dans le Canton de Rennes-Nord-Ouest                                     |

### Représentation depuis 2015
| Période élective | Période élective | Mandat | Mandat   | Identité             | Nuance | Nuance | Qualité |
| ---------------- | ---------------- | ------ | -------- | -------------------- | ------ | ------ | --- |
| 2015             | 2021             | 2015   | 2021     | Frédéric Bourcier    |        | PS     | Administrateur de sociétés 5e adjoint à la maire de Rennes jusqu'en 2020 Ancien conseiller général du canton de Rennes-le-Blosne                               |
| 2015             | 2021             | 2015   | 2021     | Béatrice Hakni-Robin |        | PS     | Fonctionnaire de catégorie A Adjointe à la maire de Rennes depuis 2020                                                                                         |
| 2021             | 2028             | 2021   | en cours | Jeanne Larue         |        | LFI    | Avocate 10e vice-présidente du conseil départemental Ancienne conseillère régionale de Bretagne (2004-2010), suppléante du député Frédéric Mathieu (2022-2024) |
| 2021             | 2028             | 2021   | en cours | Nicolas Perrin       |        | EELV   | Entrepreneur 2e vice-président du conseil départemental |

### Résultats détaillés

#### Élections de mars 2015
À l'issue du 1er tour des élections départementales de 2015, deux binômes sont en ballottage : Frédéric Bourcier et Béatrice Hakni-Robin (PS, 37,01 %) et Jocelyne Dansay et Yves Pelle (DVD, 22,76 %). Le taux de participation est de 48,19 % (13 122 votants sur 27 232 inscrits) contre 50,9 % au niveau départemental et 50,17 % au niveau national.
Au second tour, Frédéric Bourcier et Béatrice Hakni-Robin (PS) sont élus avec 61,77 % des suffrages exprimés et un taux de participation de 45,62 % (7 011 voix pour 12 423 votants et 27 231 inscrits).

#### Élections de juin 2021
Le premier tour des élections départementales de 2021 est marqué par un très faible taux de participation (33,26 % au niveau national). Dans le canton de Rennes-3, ce taux de participation est de 33,07 % (8 851 votants sur 26 764 inscrits) contre 34,85 % au niveau départemental. À l'issue de ce premier tour, deux binômes sont en ballottage : Frédéric Bourcier et Béatrice Hakni-Robin (PS, 30,44 %) et Jeanne Larue et Nicolas Perrin (binôme écologiste, 30,19 %).
Le second tour des élections est marqué une nouvelle fois par une abstention massive équivalente au premier tour. Les taux de participation sont de 34,36 % au niveau national, 34,98 % dans le département et 33,49 % dans le canton de Rennes-3. Jeanne Larue et Nicolas Perrin (binôme écologiste) sont élus avec 51,98 % des suffrages exprimés (4 033 voix pour 8 964 votants et 26 768 inscrits),,.
Jeanne Larue a quitté EELV. Elle rejoint LFI à l'occasion des élections législatives 2022.

## Composition

### Composition de 1973 à 1985
Lors de sa création, le canton de Rennes-III comprend :
- les communes de Pacé, Gévezé et Parthenay ;
- la portion de territoire de la ville de Rennes déterminée par les limites des communes de Pacé, Montgermont, Saint-Grégoire et l'axe des voies ci-après : rocade Nord, avenue d'Île-de-France, square Y.-Le Moine, limites des terrains de la faculté de médecine et de la faculté des lettres, terrains d'emprise de la S. N. C. F. (le long de la ligne Rennes—Saint-Malo), boulevard Marbeuf, terrains d'emprise de la S. N. C. F. (le long de la ligne Rennes—Brest).

### Composition depuis 2015
| Nom                            | Code Insee | Intercommunalité | Superficie (km2) | Population (dernière pop. légale)                 | Densité (hab./km2) | Modifier                                    |
| ------------------------------ | ---------- | ---------------- | ---------------- | ------------------------------------------------- | ------------------ | ------------------------------------------- |
| Rennes (bureau centralisateur) | 35238      | Rennes Métropole | 50,39            | Fraction : 34 162 (2022) Commune : 227 830 (2022) | 4 521              | modifier les données · modifier les données |
| Chantepie                      | 35055      | Rennes Métropole | 11,98            | 10 378 (2022)                                     | 866                | modifier les données · modifier les données |
| Canton de Rennes-3             | 3520       |                  |                  | 44 540 (2022)                                     |                    | modifier les données                        |

Le canton de Rennes-3 comprend désormais :
1. une commune entière,
2. la partie de la commune de Rennes située au sud d'une ligne définie par l'axe des voies et limites suivantes : à partir de la limite territoriale de la commune de Noyal-Châtillon-sur-Seiche, route nationale 136, route nationale 137, avenue Henri-Fréville, boulevard Georges-Clemenceau, boulevard Émile-Combes, rue André-Rouault, boulevard Oscar-Leroux, rue Adolphe-Leray, boulevard Franklin-Roosevelt, rue de Vern, rue Martin-Feuillée, boulevard Léon-Bourgeois, rue de Châteaugiron, rue de la 87e-Division-Territoriale, rue Auguste-Pavie, jusqu'à la limite territoriale de la commune de Cesson-Sévigné.

Les quartiers Rennais qui le composent sont ceux du Blosne, de Francisco Ferrer-Vern et celui de la Poterie.
Il regroupe désormais le Canton de Rennes-le-Blosne et le Canton de Rennes-Sud-Est (moins la commune de Vern-sur-Seiche).

## Démographie
En 2022, le canton comptait 44 540 habitants, en évolution de +0,97 % par rapport à 2016 (Ille-et-Vilaine : +5,46 %, France hors Mayotte : +2,11 %).
| 2013   | 2018   | 2022   |
| ------ | ------ | ------ |
| 43 725 | 43 817 | 44 540 |